# Nogueira da Montanha
Nogueira da Montanha es una freguesia portuguesa del concelho de Chaves, en el distrito de Vila Real, con 16,92 km² de superficie y 529 habitantes (2011), distribuidos en once aldeas. Su densidad de población es de 31,3 hab/km².
Freguesia de montaña, afectada por una fuerte despoblación (tenía 693 habitantes en el censo de 2001), Nogueira se sitúa a unos 15 km al sur de Chaves por la carretera N-314, en la meseta que corona la sierra de Brunheiro, y limita al sur y al este con el concelho de Valpaços. Eminentemente rural, sus principales producciones son la patata y las castañas. En su patrimonio histórico artístico se cuentan la iglesia matriz de S. Miguel y el castro de Santiago do Monte o Crastas de Santiago.